# Mercedes Arriaga Flórez
Mercedes Arriaga Flórez (Oviedo, 29 de julio de 1960) es una filóloga española. Catedrática en Filología Italiana por la Universidad de Sevilla (2009), licenciada en filología Italiana por la Universidad de Salamanca (1984) y en Letras italianas modernas y contemporáneas en la Universidad de Bari (1989).  Obtuvo los títulos de doctora en doctora en Filología italiana por la Universidad de Sevilla (España) en 1993 y doctora en Ciencias del Lenguaje y Teoría de los Signos por la Universidad de Bari (Italia) en 1995. Actualmente, es vocal de la Asociación Universitaria de Estudios de las Mujeres (AUDEM) Desde 2012 forma parte de la Junta directiva de la Sociedad Española de los Italianistas (SEI).
Imparte docencia en la Universidad de Sevilla en el departamento de Filologías Integradas, en el máster de Género y desarrollo profesional y en el Máster de Estudios Lingüísticos, literarios y Culturales MELLC. Es la coordinadora de la línea de investigación Mujer, escrituras y comunicación del Doctorado Estudios Filolológicos de la Universidad de Sevilla. Es profesora visitante de la Universidad Ateneum, de Gdansk, Polonia. Fundadora del grupo de investigación Escritoras y Escrituras en 2002, con el que ha organizado numerosas actividades: Congresos internacionales, seminarios, cursos de verano en torno al tema de las escritoras, la ginocrítica y los estudios de género en literatura. Ha dirigido diferentes proyectos de I+D sobre escritoras europeas y escritoras italianas en la Querelle des Femmes. Pertenece al comité científico de diferentes revistas indexadas de diferentes países: RSEI, (Univ. De Salamanca); Perspectivas de la Comunicación, (Univ. De Temuco, Chile); F@ro, (Univ. De Playa Ancha, Chile); Impossibilia, (Univ. De Granada); Garoza (Univ. de la Coruña); Comuniquiatras (Univ. De Valdivia, Chile); Metis, (Univ. De Foggia, Italia); Revista de Escritoras Ibéricas (UNED de Madrid); Chirone. Processi e progetti educativi e di sviluppo nelle differenti età e nei diversi contesti di vita (Universidad de Bergamo); Fronteras. Revista de ciencias sociales (Universidad de La Frontera, Temuco, Chile). Genero na amazonia Universidade Federal do Pará – IFCH, Brasil. Miembro del comité de redacción de Iqual. Revista de Género e Igualdad de la Universidad de Murcia, y de Ambigu@: revista de Investigaciones sobre Género y Estudios Culturales de la Universidad Pablo de Olavide. Ha dirigido más de 50 tesis doctorales en el ámbito interdisciplinar de investigaciones en Estudios de Género, Comunicación y Literatura. Ocupa el quinto lugar en la especialidad de Filología italiana en el H-Index Scholar. 
En el 2016, recibió el Premio Meridiana de la Junta de Andalucía en reconocimiento a su labor a favor de los estudios de género y en 2017 ha recibido el Premio Páginas Violeta. En 2021 ha recibido las insignias de Cavaliere dell'Ordine della Stella d'Italia que reconoce su importante labor científica, docente y de divulgación con el objetivo de fortalecer los vínculos entre la cultura italiana y la española. 

## Carrera académica
Además de catedrática en Filología Italiana y doctorado en Ciencias del Lenguaje y Teoría de los Signos, Mercedes Arriaga Flórez es profesora del Máster Oficial de Estudios de Género y Desarrollo Profesional en la Universidad de Sevilla y continúa su labor de pesquisa como investigadora principal responsable del grupo universitario "Escritoras y Escrituras" y de los proyectos "Ausencias:  Escritoras Italianas Inéditas en la Querella de las Mujeres" y "Escritoras y Pensadoras europeas.".

## Obra
Su producción comienza en 1983 con trabajos centrados en el estudio del signo lingüístico y la semiótica, añadiendo desde 1990 publicaciones sobre la biografía y autobiografía introduciendo teorías de mujeres como Julia Kristeva o Luce Irigaray. Desde 1995, la autora se introduce de lleno en el terreno del feminismo, de las mujeres y de los estudios de género y se propone recuperar voces femeninas en la Historia, especialmente, en la literatura.
Además de las actividades académicas como investigadora y profesora, Mercedes Arriaga Flórez lleva a cabo actividades y eventos de acercamiento, difusión y debate (jornadas, conferencias y cursos de verano) con carácter internacional, colaborativo y deslocalizado que abarcan principalmente ciudades y pueblos de España Italia,, Marruecos, Jordania, Turquía y Polonia con un elenco intergeneracional, multidisciplinar y endo-exógeno.

### Algunas publicaciones
- (2001) Mi amor, mi juez. Alteridad autobiográfica femenina, Anthropos, Barcelona.

- (2001) Más allá de un milenio: globalización, identidades y universos simbólicos: Actas del VIII Simposio de la Asociación Andaluza de Semiótica celebrado en La Rábida en 1999.  (ed. lit.) Eloy Navarro Domínguez (ed. lit.) Josefina Prado Aragonés (ed. lit.) Sevilla: Alfar, ISBN 84-7898-181-0

- (2005) Aires de Roma andaluza, ArCiBel, Sevilla, ISBN 84-934085-6-5

- (2009) Escritoras y figuras femeninas: (literatura en castellano). (ed. lit.), Angeles Cruzado Rodríguez (ed. lit.), Estela González de Sande (ed. lit.), Mercedes González de Sande (ed. lit.) Sevilla: Arcibel Editores, ISBN 9788496980471

- (2011) Mujeres y máscaras: (ficción, simulación y espectáculo), Vicente González Martín (ed. lit.),  (ed. lit.), Celia Aramburu Sánchez (ed. lit.) Milagro Martín Clavijo (ed. lit.) Sevilla: Arcibel, ISBN 9788496980969

- (2011) Máscaras femeninas: (ficción, simulación y espectáculo). Vicente González Martín (ed. lit.),  (ed. lit.), Celia Aramburu Sánchez (ed. lit.) Milagro Martín Clavijo (ed. lit.) Sevilla: Arcibel, ISBN 9788496980952

- (2012) Premessa: Storie di donne che non si arrendono, Salvatore Bartolotta (ed. lit.) ISBN 9788854851528, p. 9-11.
- (2013) Ausencias: escritoras en los márgenes de la cultura. (ed. lit.), Salvatore Bartolotta (ed. lit.), Milagro Martín Clavijo (ed. lit.) Arcibel Editores, ISBN 978-84-15335-436
- (2013) Isotta Nogarola, Quién pecó más Adan o Eva. Arcibel. Sevilla. 2013. ISBN 978-84-15335-34-4

#### Artículos, traducciones y conferencias
- (1983) Pietro Civitareale: Hobgoblin. Magister: Revista miscelánea de investigación, ISSN 0212-6796, N.º 1, p. 49-59

- (1991) La perspectiva pragmática del texto autobiográfico: Cuando el diario se convierte en autobiografía: Sibilla Aleramo. Philologia hispalensis, ISSN 1132-0265, N.º 6, 1991, p. 127-134

- (1994) Lectores destinatarios en el texto autobiográfico (perspectivas actuales de la crítica italiana). Philologia hispalensis, ISSN 1132-0265, N.º 9, p. 143-146

- (1996) El diario como novela: "A donde el corazón te lleve". Tropelías: Revista de teoría de la literatura y literatura comparada, ISSN 1132-2373, N.º 7-8, 1996-1997, p. 37-44

- (1997) Teorías feministas "ante literam". La Página, ISSN 0214-8390, N.º 29, (Ejemplar dedicado a: Feminismo y literatura. Discursos y diferencias), p. 43-50

- (1999) Poesías de Alda Merini. Traducción: Mercedes Arriaga Flórez. Sevilla: Fundación Cajasol.

- (2000) Postmodernismo "made in Italy". Discurso: revista internacional de semiótica y teoría literaria, ISSN 0214-2295, N.º. 14-15, 2000-2001, p. 265-270

- (2002) La lujuria es un monumento secreto: cuerpos y Eros en Alda Merini. Philologia hispalensis 16 (2): 21-27 ISSN 1132-0265

- (2003) Categorías bajtinianas aplicadas a los estudios de género en filología. Philologia hispalensis 17 (2): 141-145 ISSN 1132-0265

- (2003) Cultura postmoderna y narrativa italiana: "Nunca me he sentido tan bien", de Rossana Campo. Garoza: revista de la Sociedad Española de Estudios Literarios de Cultura Popular 3: 27-39 ISSN 1577-8932

- (2003) Literatura comparada y literatura comparada en femenino: El caso de las escritoras españolas e italianas. Estudios filológicos alemanes: revista del Grupo de Investigación Filología Alemana 3: 411-423 ISSN 1578-9438

- (2005) Aplicaciones e implicaciones de las ideas de M. bajtín en el análisis de textos escritos por mujeres. Revista internacional de culturas y literaturas, ISSN-e 1885-3625, N.º. 1, (Ejemplar dedicado a: Desde el Sur), p. 1-5

- (2006) Estudios de género y teoría de la comunicación: nuevos territorios y nuevos retos. Revista internacional de culturas y literaturas, ISSN-e 1885-3625, N.º. 1, (Ejemplar dedicado a: Estudios culturales y de género. Puentes entre Sudamérica y Europa), p. 1-7

- (2011) Sexo femenino: secretos compartidos de Mado Martínez. Revista internacional de culturas y literaturas, ISSN-e 1885-3625, N.º. 2, (Ejemplar dedicado a: Máscaras femeninas: personajes y autoras), p. 5-9

- (2011) Cultura y Violencia Simbólica. Palabra de Mujer (web)
- (2015) Andrés Pociña, Medea a Camariñas, Arriaga Florez, Mercedes, Cerrato, Daniele (Ed. y Trad.), Il Sextante, Roma-Trento.
- (2016) Elena Bono, Cerrar los ojos y mirar, Arriaga Florez, Mercedes, Cerrato, Daniele (ed. y trad.), Benilde, Sevilla, pp. 111.  ISBN 978-84-16390-16-8
- (2016) Andrés Pociña, Crespusculo a Mitilene, Arriaga Florez, Mercedes, Cerrato, Daniele (ed. y trad) El Sextante, Roma-Trento

#### Entrevistas
- (2011) Concejalía de Políticas de Igualdad entre Mujeres y Hombres del Ayuntamiento de Arucas[20]

- (2012) Mujeres en Igualdad: Filóloga cree que la novela romántica es el estereotipo de una sociedad absolutamente patriarcal[21]

- (2014) Grupo de Estudos e Pesquisas Eneida de Moraes Sobre Mulher e Gênero / Universidade Federal do Pará, Brasil[22]
- (2015) “Studi di genere in Spagna” en Leggendaria, n. 115, del 4/2/2016 pp. 29-31.[23]
- (2016) Entrevista a Mercedes Arriaga, Correo de Andalucía

#### Ediciones
- (2004) Edición, introducción y traducción: Autobiografía di donna: Gertrudis Gómez de Avellaneda, Palomar, Bari, ISBN 88-88872-73-6.

- (2005) en Ricardo VISCARDI, Guerra en su nombre, ArCiBel, Sevilla, ISBN 84-934085-7-3.

- (2005) en C. MARQUEZ, P. PEÑA, Hijuelas & Palabras, ArCiBel, ISBN 84-934508-0-4.
- (2006) ARRIAGA FLOREZ et alii, Mujeres espacio y poder, Arcibel, Sevilla, ISBN 978-84-934508-2-3
- (2006) ARRIAGA, M., BACA, J., Desde Andalucía: Mujeres del Mediterráneo, Sevilla, Arcibel, pp. 8-18. ISBN 84-934508-4-7
- (2007) ARRIAGA, M., NAVARRO PUERTO, M. (eds.), Manual de Teología feminista, Arcibel, Sevilla
- (2007) ARRIAGA, M. et alii (eds.), Escritoras y pensadoras europeas, Arcibel, Sevilla, 2007,  ISBN: 84-935374-8-9
- (2007) ARRIAGA, M. et alii (eds.), Escritoras italianas: Literatura comparada y géneros literarios, Arcibel, Sevilla, 2007,  ISBN: 978-84-935374-9-4

#### Colaboraciones
- (2001) con Dolores RAMIREZ ALMAZAN, Representar/Representarse. Firmado Mujer. Homenaje a Zenobia Camprubi, Huelva, Diputación.

- (2002) con CALEFATO, P., ZACCARIA, P., Fronteras de papel, Mercedes Arriaga Flórez (ed.), Mergablum, Sevilla, 2002, ISBN 84-95118-62-9.

- (2002) con M. A. VAZQUEZ MEDEL (ed.) Mujer, cultura y comunicación: realidades e imaginarios. IX Simposio Internacional de la Asociación Andaluza de Semiótica, Alfar, Sevilla, ISBN 84-89673-84-5.

- (2003) con BROWNE SARTORI, Rodrigo, SILVA ECHETO, Victor, Escrituras híbridas, ed. De Mercedes Arriaga Flórez, ArCiBel, Sevilla, ISBN 84-933318-3-X.

- (2003) et alii, Entretejiendo saberes. Actas del IV Seminario de AUDEM, Universidad de Sevilla. ISBN 84-95454-16-5.

- (2003) con Dolores RAMIREZ ALMAZAN, (ed y trad), Nueve poetas italianas, Cuadernos de Caridemo, Almería.

- (2004) et alii (coords) Sin carne: Representaciones y simulacros del cuerpo femenino, ArCiBel, Sevilla. ISBN 8493331856, p. 560.

- (2004) et alii (coords), En el espejo de la cultura: Iconos e imágenes de lo femenino, ArCiBel, Sevilla, ISBN 84-933318-1-3.

- (2004) et alii (coords), Cuerpos de mujer en sus (con)textos, ArCiBel, Sevilla, ISBN 84-933318-7-2.

- (2004) et alii (coords), Sociedades y culturas. Nuevas formas de aproximación literaria y cultural, ArCiBel, Sevilla, ISBN 84-933318-8-0.

- (2004) et alii (ed.) Los estudios de mujeres hacia el espacio común europeo, ArCiBel, Sevilla, ISBN 84-934085-0-6.

- (2005) et alii (ed.), Cultura y literatura popular: manifestaciones y aproximaciones, ArCiBel, Sevilla, ISBN 84-933318-9-9.

- (2005) et alii (ed), Italia-España, Europa: Literaturas comparadas, tradiciones y traducciones, ArCiBel, Sevilla, ISBN 84-934085-4-9.

- (2005) con M. Dolores RAMIREZ ALMAZAN, No sentirás el ruiseñor que llora, ed. Bilingüe, ArCiBel, Sevilla, ISBN 84-934085-2-2.

- (2007) Mª Dolores López Enamorado (ed.) España y Marruecos: Mujeres en el espacio público. Colección: Alfar-Ixbilia, 10 ISBN 978-84-7898-272-1 Dep. Leg.: BA-692-07

- (2010) Estela González de Sande (ed. lit.) Ángeles Cruzado Rodríguez (ed. lit.), Panfletarias, espías y cañoneras en la unificación de Italia. Rebeldes literarias, ISBN 978-84-96980-78-5, p. 57-74
- (2011) Arriaga, Floréz, Mercedes, Estela González de Sande, Cristina Trivulzio di Belgioioso De la presente condición de las mujeres y de su futuro. Sevilla. ISBN 978978-84-15335-07-8

- (2012) María José Calvo Montoro (coord.), Cristina Trivulzio di Belgioso: viaje y exilio. El tema del viaje: un recorrido por la lengua y la literatura italianas. Flavia Cartoni, 2010, ISBN 978-84-8427-755-2, p. 389-400

- (2013) Coord. por Mercedes González de Sande, Escritoras italianas en repertorios de la crítica (siglos XV al XVIII). Escritoras italianas: desde el siglo XV hasta nuestros días / ISBN 978-84-92724-52-9, p. 21-40.

- (2013) Coord. por Elena Losada Soler, Helena González Fernández, Alicia Ramos González, Somatizaciones en escritoras italianas: Enriqueta Caracciolo: Lo que callan los cuerpos, lo que afirman los cuerpos, p. 31-42. ISBN 978-84-15335-46-7
- (2013) Arriaga, Floréz, Mercedes, Cerrato, Daniele, Rosal Nadales, María  Poetas italianas de los siglos XIII y XIV. Arcibel. Sevilla. ISBN 978-84-15335-22-1
- (2014) Arriaga Florez, Mercedes, Marin Conejo, Sergio, The evolution of autobiography and hypothesis of its origins, en Around of Seniors’ Memories. The biographical Research on the educational paths of European Senior, Fundacja Pro Scientia Public, Wroclaw, Poland, ISBN 978-83-62618-14-9
- (2016) Cagnolati Antonella, Mercedes Arriaga "Vite ribelli: memoria, autobiografia", en  La scoperta del genere tra autobiografia e storie di vita, Benilde, Sevilla, 2016, pp. 265-273. ISBN 978-84-16390-10-6

Capítulos de libros y artículos en Revistas
- (2006) “Alda Merini: raccontarsi contro cultura e contro natura”, en Donne tra arte, tradizione e cultura, Isabella Loiodice (ed.), Il Poligrafo, Padua, 2006, pp. 51-62.
- (2006) “Mirar, mirarse y ser mirado”, en La experiencia voyeurista: del cine a la televisión, J. Baca y A. Galindo (ed.), Diputación de Almería, pp. 79-100. ISBN 84-8108-371-2
- (2007) “Perché Orfeo Ed Euridice?”.  En Orfeo Sono Io e Io Sono Euridice. Bergamo. Zanetto Editore.. Pag. 7-20.
- (2007) “Dalla parte di lei: letture al femminile di Medea”, en  Medea: teatro e comunicazione, Francesco De Martino (ed.), Bari, levante, pp. 11-23. ISBN 9788879494359.
- (2007) “Mujeres del Mediterráneo, una madeja de voces”, en Letra International, n. 96, Madrid, pp. 61-64
- (2008) “Cristina Trivulzio di Belgioioso en la Prensa”, en Papel de Mujeres. Mujeres de Papel. Bérgamo. University de Bérgamo. Pag. 9-20
- (2008) “Fedra y la Literatura Italiana”.  En Fedras de Ayer y de Hoy: Teatro, Poesía, Narrativa y Cine Ante un Mito Clásico. Granada, España. University de Granada, Aes. Vol. 1. 2008. Pag. 619-628
- (2008) “Teorías Feministas en Italia”. En Análisis Feministas de la Literatura. de las Teorías a las Prácticas Literarias. Córdoba. Servicio de Publicaciones de la University de Córdoba. Pag. 51-61
- (2010) “Cristina Trivulzio di Belgioiosos: Viaje y Exilio”. En El Tema del Viaje: un Recorrido Por la Lengua y la Literatura Italianas, Ediciones de la University de Castilla-La Mancha. Pag. 389-401
- (2010) “Escritoras Italianas: Violencia y Exclusión Por Parte de la Crítica”.  En No Te di Mis Ojos, Me los Arrebataste. Alicante. Centro de Estudios Sobre la Mujer de la University de Alicante. Vol. 1. Pag. 243-265.
- (2011) Body Mystistique, Mystic Bodies. Feminist Theology. Vol. 19. 2011. Pag. 224-229.
- (2012)  “Estudios de género y teoría de la comunicación: nuevos territorios y nuevos retos”, en Estudios de género y redes de cooperación, Marcela Prado y Víctor Silva (ed.), Editorial de la University de Playa Ancha, Chile, pp. 13-18
- (2012) “Scrittrici d´Italia. Escritoras italianas en repertorios de la crítica (siglos XV al XVIII)”, en Estudios italianos, lengua, literatura y cultura, UNED editorial, 2012, pp. 45-57.

- (2012) “Eruditas italianas una forma de Querella”,  en Revista de la Sociedad Española de Italianistas (RSEI), vol. 7 y 8 2011-2012, pp. 37-45.
- (2013) “Alejandra Pizarnik. Radiografía del dolor”, EZQUERRO, Milagros, DE CHATELLUS, Adelaide, (eds.), Alejandra Pizarnik: el lugar donde todo sucede, Editorial L’ Harmattan, París, ISBN/ISSN 978-2-343-01920-8, pp. 45-60.
- (2015) “Senza luoghi e senza alivi. La scrittura di Marisa Madieri”, en Escritoras del éxodo y del exilio, Homenaje a Marisa Madieri, Universidad de Murcia, pp. 26-37, ISBN 9788416551224.
- (2016) “Del noir italiano. Nel cortile e poco oltre, di Gianni Mattencini”, en Madonna á ‘n sé vertute con valore. Estudios en homenaje a Isabel González, Universidad de Santiago de Compostela, Universidad de Córdoba, ISBN 978-84-16533-57-2, pp. 35-46.
- (2016) “Oralità e coralità: La Riva verde di Adriana Assini”, en Carmen Blanco et alii (ed.) Il Mezzogiorno italiano. Riflessi e immagini culturali del Sud d’ Italia, Franco Cesati, pp. 147-154, ISBN 978-88-7667-595-9.
- (2016) “La historia de las académicas mexicanas: una ciencia de la vida”, en Judith Castañeda, Formación de la investigadora académica mexicana, Benilde, Sevilla, 2016, pp. 11-15. ISBN 978-84-16390-07-6.
- (2016) “Lola Ferreruela. Cuando la abstracción se hace color”, en Lola Ferreruela, Aforismos pictóricos, Benilde, Sevilla, 2016, pp. 7-9. ISBN 978-84-16390-18-2.
- (2016) “Entre Circe y Medea. Reescrituras del mito en Adriana Assini”, en O livro do tempo: Escritas e reescritas. Teatro greco-latino e sua recepçáo II, Cohimbra ISBN 978-9892612973 DOI 1014195, pp. 343-350.
- (2016) “Pier Paolo Pasolini: le madri vili generano la società borghese” en Cuadernos de Filología italiana, vol 23, 2016, pp. 141-153.
- (2017) “La famiglia e dintorni. “Nel cavo della mano. Un pugno di terra” en Giovanna Righini Ricci, la donna l’insegnante, la scrittrice, Aracne, Roma, pp. 61-68. DOI: 10.4399/97888548851654.
- 2017) “Alda Merini. Le madri non vanno in Paradiso”, en Nei cieli di carta, Progredit, Bari, pp. 356-365. ISBN978-88-6194-321-6

Congresos dirigidos y organizados con el grupo de investigación Escritoras y Escrituras
- 2016 XIII Congreso internacional “Escritoras en los márgenes del texto”, Facultad de Filología, Universidad de Sevilla, 12-14 de diciembre de 2017.
- 2015 XII Congreso Internacional “Locas. Escritoras y personajes femeninos cuestionando las normas. Facultad de Filología, Universidad de Sevilla”
- 2014 XI Congreso Internacional “Género, Gobernanza, ciudadanía y estado de derecho”, Facultad pluridisciplinar, Universidad Abdelmalek Assaadi, Tetuán, Marruecos.
- 2013 X Congreso Internacional “Ausencias: escritoras en los márgenes de la cultura”, UNED de Madrid.
- 2012 IX Congreso Internacional “Las voces de las diosas”, Universidad de Sásari, Italia.
- 2011 VIII Congreso Internacional “La Querella de las mujeres en Europa e Hispanoamérica”, Facultad de Filología, Universidad de Sevilla.
- 2010 VII Congreso Internacional “Mascaras femeninas”, Universidad de Salamanca.
- 2009 VI Congreso Internacional  “Las revolucionarias. Literatura e insumisión femenina: mujeres y constitución de las culturas democráticas en Europa e Hispanoamérica”, Universidad de Oviedo.
- 2008 V Congreso Internacional “Escritoras y figuras femeninas entre Italiano y castellano”, Universidad de Bérgamo, Italia.
- 2007 IV Congreso internacional “Escritoras tras/entre/sin fronteras”, Universidad Internacional de Andalucía, Sede de la Cartuja.
- 2006 III Congreso Internacional “Escritoras y pensadoras europeas”, Universidad Internacional de Andalucía, Sede de la Cartuja.
- 2005 II Congreso Internacional “Desde Andalucía: Mujeres del Mediterráneo”, Vera, Almería.
- 2004 I Congreso Internacional Sin carne. “Representaciones y simulacros del cuerpo femenino”, Facultad de Filología Universidad de Sevilla.

#### Colaboraciones enRadio 3(UNED)
- (2013) Cursos a distancia con la UNED, ¿En literatura, se trata igual a hombres y mujeres al hablar de locura y creación?. (2013)- UNED en Radio 3[24]

- (2013) Cursos a distancia con la UNED, La Italia Desconocida I: Italia del Sur. (2013)- UNED en Radio 3[25]

- (2013) Cursos a distancia con la UNED, La Italia Desconocida II: Italia del Sur. (2013)- UNED en Radio 3[26]

- (2014) Cursos a distancia con la UNED, Las pintoras italianas. (2014)- UNED en Radio 3[24]

- (2014) Cursos a distancia con la UNED, Roma, ciudad eternas. (2014)- UNED en Radio 3[27]
- (2016) Cursos a distancia con la UNED, Celia Amorós: Feminismo, igualdad y crítica ilustrada[28]
- (2016) Cursos a distancia con la UNED, Celia Amorós: La crítica de la razón patriarcal  [29]